# معاهدة سالومون لوزانو

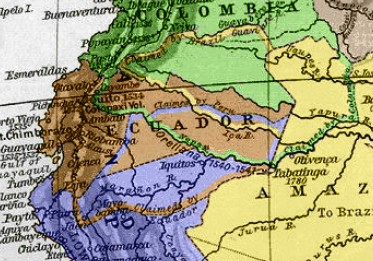

معاهدة سالومون لوزانو هي معاهدة تم التوقيع عليها من قبل ممثلي حكومة البيرو وكولومبيا في يوليو 1922 وهي رابع معاهدة ضمن سلسلة من المعاهدات بين البلدين لتسوية النزاع على أراضي الأمازون العليا, وكان الغرض منها الوصول إلى تسوية حدودية طويلة الأمد بين البلدين.